# SN 1991bl
SN 1991bl – supernowa odkryta 5 lipca 1991 roku w galaktyce A181217+6859. W momencie odkrycia miała maksymalną jasność 17,50m.